# Бывший
«Бывший» — песня российского рэп-исполнителя Sqwoz Bab, записанная совместно с российской музыкальной группой «Хлеб». Впервые она была выпущена 1 декабря 2020 года как песня из альбома Ringtone Demo Final Mix 123 DfGhfW, а 15 декабря того же года — в качестве сингла на лейбле Rhymes Music Inc.

## Предыстория
Изначально сокращённая версия трека вышла на альбоме рингтонов Ringtone Demo Final Mix 123 DfGhfW. После его релиза Sqwoz Bab запустил голосование, по результатам которого он должен был выпустить одну песню в полной версии. Для участия в опросе подписчикам нужно было перейти по специальной ссылке в TikTok-аккаунте Sqwoz Bab и проголосовать за два понравившихся варианта. Победителем опроса стала композиция «Бывший».

## Видеоклип
Релиз видеоклипа на трек состоялся на официальном YouTube-канале Sqwoz Bab 15 декабря 2020 года. Режиссёром клипа выступил Игорь Храмков, ранее сотрудничавший с Verbee, Rasa и другими музыкантами.

### Сюжет
Протагонистами клипа выступили блогер и рэпер Эльдар Джарахов и актриса Яна Пронина. В начале клипа показано, как Эльдар по телефону разрывает отношения с Яной перед Новым годом, после чего отправляется на вечеринку. Его же возлюбленная начинает «заедать горе» различными блюдами, смотря телевизор. Далее она переключает телеканалы на нём и находит канал, на котором идёт выступление Sqwoz Bab и «Хлеба». По мере исполнения песни они дают указания, что делать в случае разрыва отношений. Девушка прислушивается к советам и выкладывает фото в Instagram-сторис, где она якобы держится за руку с мужчиной. Увидев эту фотографию, Эльдар приезжает к своей бывшей девушке с цветами, которая в свою очередь «встречает его при полном параде», и, как итог, начинают целоваться.

## Отзывы
Владислав Шеин из ТНТ Music заметил, что Sqwoz Bab «переосмыслил концепцию ремикса»: сначала он выпустил сольную рингтон-версию трека «Бывший», а затем представил полноценную композицию, записанную при участии трио «Хлеб». Ещё один обозреватель того же портала, Руслан Тихонов, назвал композицию «танцевальным европопом», посвящённым девушкам, у которых появились причины «погрустить на любовной почве» перед Новым годом. Галина Иванова, корреспондент интернет-издания Srsly.ru, отметила, что у «рингтона», состоящего из одной фразы, теперь появилась драматургия, так как девушку бросил её возлюбленный, и она «решила всеми способами показать», что ей на него «по барабану», и «план сработал»: «в директе “огонёк”».

## Чарты
| Чарт (2020)            | Высшая позиция |
| ---------------------- | -------------- |
| Россия (YouTube Music) | 3              |
| Россия (СберЗвук)      | 9              |
| Россия (ВКонтакте)     | 12             |
| Россия (Spotify)       | 17             |